# Eugenia mouensis
Eugenia mouensis är en myrtenväxtart som beskrevs av Baker f.. Eugenia mouensis ingår i släktet Eugenia och familjen myrtenväxter.
Artens utbredningsområde är Nya Kaledonien. Inga underarter finns listade i Catalogue of Life.